# Santa Maria Janua Coeli
Santa Maria Janua Coeli är en kyrkobyggnad i Rom, helgad åt Jungfru Maria och särskilt åt hennes roll som ”Himmelens port”. Kyrkan är belägen vid Piazza Cornelia i Montespaccato i förorten Aurelio och tillhör församlingen Santa Maria Janua Coeli.
Kyrkan förestås av Figli di Santa Maria Immacolata, en manlig kongregation som ägnar sig åt undervisning av ungdomar samt missionsarbete. Kongregationen grundades år 1861 av prästen Giuseppe Frassinetti (1804–1868; vördnadsvärd 1991).

## Historia
Kyrkan uppfördes år 1941 efter ritningar av arkitekten Tullio Rossi.
Fasaden föregås av en portik med tre rundbågar.
Interiören är enskeppig. Skeppets väggar har färgrika glasmålningar. Absiden har en mosaiktriptyk med Jungfru Maria och Jesusbarnet i mitten. De flankeras av de fyra evangelisterna. I mosaikens nederkant citeras några verser ur Johannesprologen.